# Gotthard Jasper
Gotthard Jasper (* 24. September 1934 in Gadderbaum-Bethel, heute Bielefeld; † 22. September 2024) war ein deutscher Historiker und Politologe. Er war von 1990 bis 2002 Rektor der Friedrich-Alexander-Universität Erlangen-Nürnberg (FAU).

## Leben
Jasper studierte nach dem Abitur in Bielefeld seit 1954 Geschichte, Politikwissenschaften, Geographie und Lateinische Philologie in Tübingen. Dort wurde er 1960 mit einer Arbeit zum Republikschutz in der Weimarer Republik bei Hans Rothfels zum Dr. phil. promoviert. Ein Jahr später legte er das erste Staatsexamen für das Lehramt an höheren Schulen ab.
Zwischen 1961 und 1966 war Jasper Assistent am neuen Institut für Politische Wissenschaft an der Universität Erlangen-Nürnberg. Danach wechselte er als Akademischer Rat nach Konstanz und leitete dort die Abteilung Politikwissenschaft am Zentrum I für Bildungsforschung. Im Jahr 1969 übernahm Jaspers den neu gegründeten politikwissenschaftlichen Lehrstuhl der Pädagogischen Hochschule Westfalen-Lippe, Abteilung Münster. Er war 1970/71 Dekan der Abteilung und von 1972 bis 1974 Rektor der Pädagogischen Hochschule. Im Jahr 1974 wurde er Lehrstuhlinhaber an der Universität Erlangen-Nürnberg.
Er übernahm im Laufe seiner Dienstzeit auch an dieser Universität und darüber hinaus zahlreiche hochschulpolitische Aufgaben. So war Jasper seit 1975 Mitglied der ständigen Kommission für Hochschulplanung und 1984 und 1985 stellvertretender Vorsitzender des Gremiums. Zwischen 1981 und 1983 war er Dekan der Philosophischen Fakultät I. Seit 1986 war Jasper Vizepräsident der Universität Erlangen-Nürnberg. Seit 1990 war Jasper Rektor der Universität Erlangen-Nürnberg, seit demselben Jahr Mitglied und seit 1993 stellvertretender Vorsitzender des Beirates der ZVS in Dortmund. Von 1992 an war er Mitglied der Ständigen Kommission für Planung und Organisation der Hochschulrektorenkonferenz, von 1996 bis 2000 Vorsitzender der Bayerischen Rektorenkonferenz sowie von 2000 bis 2002 Gründungspräsident der Virtuellen Hochschule Bayern. Im Jahr 2002 wurde er emeritiert.
Jasper legte 2006 der Stadt Nürnberg ein Gutachten zum verstorbenen evangelischen Landesbischof Hans Meiser vor, das der Nürnberger Stadtrat in Auftrag gegeben hatte. In Nürnberg war zu diesem Zeitpunkt über die Umbenennung der Bischof-Meiser-Straße diskutiert worden.
Bekannte Schüler Jaspers waren u. a. Hans-Jürgen Arlt, Everhard Holtmann, Sabine Kropp, Alexander Mayer, Heinrich Pehle und Dietrich Thränhardt.
Gotthard Jasper verstarb im September 2024 zwei Tage vor seinem 90. Geburtstag.

## Forschungsschwerpunkte
Zu Jaspers Arbeitsschwerpunkten zählte die Geschichte und die Probleme der Demokratie in Deutschland. Hinzu kommen Rechts-, Justiz- und Verfassungspolitik. Daneben beschäftigte er sich mit der Frage von Christentum und Politik. Auch die Bildungspolitik und kommunalpolitische Fragen gehörten zu seinem Arbeitsbereich.

## Auszeichnungen
Im Jahr 1995 erhielt Gotthard Jasper das Bundesverdienstkreuz 1. Klasse, 1997 den Bayerischen Verdienstorden; 2002 wurde er mit dem Großen Verdienstkreuz des Verdienstordens der Bundesrepublik Deutschland geehrt. 2003 wurde er zum Ehrensenator der Fernuniversität in Hagen ernannt.

## Werke
- Der Schutz der Republik. Studien zur staatlichen Sicherung der Demokratie in der Weimarer Republik 1922–1930. Tübingen 1963 (zugleich Dissertation Universität Tübingen).
- Das Leitbild der modernen Demokratie. Gemeinsam mit Waldemar Besson. München 1965.
- Von Weimar zu Hitler. Köln 1968.
- Die gescheiterte Zähmung. Wege zur Machtergreifung Hitlers 1930–1934. Frankfurt a. M. 1986, ISBN 3-518-11270-8.
- Erkenntnis durch Erinnern. Aufsätze und Reden. Aus Anlaß der Vollendung des 65. Lebensjahres hrsg. und eingeleitet von Everhard Holtmann. Erlangen/Jena 1999, ISBN 3-7896-0596-4.
- Paul Althaus (1888–1966). Professor, Prediger und Patriot in seiner Zeit. Göttingen 2015, ISBN 978-3-525-55053-3.